# Linda Yellen
Linda Yellen, né le 13 juillet 1949 à New York, est une productrice, réalisatrice et scénariste américaine.

## Filmographie

### Productrice

#### Cinéma
- 1977 : Looking Up de Linda Yellen
- 1990 : Chacun sa chance (Everybody Wins) de Karel Reisz
- 2000 : The Simian Line de Linda Yellen
- 2016 : The Last Film Festival de Linda Yellen

#### Télévision
Séries télévisées
- 1997 : Behind the Music, épisode « Liberace »

Téléfilms
- 1979 : Mayflower: The Pilgrims' Adventure (en) de George Schaefer
- 1980 : Hardhat and Legs de Lee Philips
- 1980 : Sursis pour l'orchestre (Playing for Time) de Daniel Mann
- 1982 : The Royal Romance of Charles and Diana de Peter Levin
- 1983 : Le prisonnier (Jacobo Timerman: Prisoner Without a Name, Cell Without a Number) de Linda Yellen
- 1986 : Le Choix (Second Serve) d'Anthony Page
- 1988 : Liberace de William Hale
- 1988 : Liberace: Behind the Music de David Greene
- 1989 : Sweet Bird of Youth de Nicolas Roeg
- 1993 : Chantilly Lace (en) de Linda Yellen
- 1994 : Le Labyrinthe des sentiments (en) de Linda Yellen
- 1995 : End of Summer (en) de Linda Yellen
- 2011 : William & Kate : Romance royale (William & Catherine: A Royal Romance) de Linda Yellen

### Réalisatrice

#### Cinéma
- 1977 : Looking Up
- 2000 : The Simian Line
- 2016 : The Last Film Festival

#### Télévision
Téléfilms
- 1983 : Le prisonnier (Jacobo Timerman: Prisoner Without a Name, Cell Without a Number)
- 1993 : Chantilly Lace (en)
- 1994 : Le Labyrinthe des sentiments (en)
- 1995 : End of Summer (en)
- 1997 : Les Chemins du cœur (Northern Lights)
- 2011 : William & Kate : Romance royale (William & Catherine: A Royal Romance)

### Scénariste

#### Cinéma
- 2000 : The Simian Line
- 2016 : The Last Film Festival de Linda Yellen

#### Télévision
Téléfilms
- 1982 : The Royal Romance of Charles and Diana de Peter Levin
- 1983 : Le prisonnier (Jacobo Timerman: Prisoner Without a Name, Cell Without a Number)
- 1993 : Chantilly Lace (en)
- 1994 : Le Labyrinthe des sentiments (en)
- 1995 : End of Summer (en)
- 2011 : William & Kate : Romance royale (William & Catherine: A Royal Romance)